# Carly Rose Sonenclar
Carly Rose Sonenclar (née le 20 avril 1999)
est une chanteuse américaine, auteur-compositeur et actrice. En décembre 2012, elle termine deuxième lors de la finale de la seconde saison de l'adaptation américaine de l'émission The X Factor : The X Factor USA, et remportée par Tate Stevens.
Elle commença sa carrière d'actrice en 2006, en interprétant le rôle de Cosette (enfant) dans la comédie musicale Les Misérables au théâtre de Broadway. Parmi ses autres rôles, elle a créé le rôle de Chloé (sœur d'Alice) dans la comédie musicale Wonderland à Broadway. Elle a joué un personnage principal dans la troisième saison de la série télévisée The Electric Company, et chanté à plusieurs reprises l'hymne national américain lors d'événements sportifs importants.

## Biographie

### Jeunesse
Carly est née à New York d'une famille juive, et vit à Mamaronec (New York). Elle commença à chanter dès deux ans, imitant plusieurs participants des premières émissions d'American Idol. Elle a suivi de nombreuses leçons de chant, de danse, de piano et des cours de théâtre. Mise en contact par une de ses professeurs, elle a signé avec une agence de jeunes talents à New York. Elle aime composer des chansons.
Elle aime aussi le softball et cuisiner. Elle a un frère aîné, Russell.

### Carrière d'actrice
Carly a commencé sa carrière professionnelle en 2006 lors d'une adaptation théâtrale du roman La Nuit du chasseur au New York Musical Theatre Festival, dans laquelle elle a joué le rôle principal de Pearl. Durant la même année, elle a fait ses débuts au théâtre de Broadway dans la comédie musicale Les Miserables, interprétant le rôle de Cosette (enfant). En 2009, elle a créé le rôle principal de Carrie lors de la tournée nationale de la comédie musicale de La Petite Maison dans la prairie, avec Melissa Gilbert.
Sonenclar a fait ses débuts à la télévision dans le rôle de Gilda Flip, dernier personnage à rejoindre les ennemies des Electric Company (Prankster) dans la troisième saison de The Electric Company. La série est produite par Sesame Workshop et diffusée sur PBS.
En 2011, Sonenclar a créé le rôle de Chloé (sœur d'Alice) dans l'éphémère comédie musicale Wonderland à Broadway et auparavant au Tampa Workshop. Elle a recueilli des avis positifs dans ce rôle, notamment par le critique de théâtre Charles Isherwood dans The New York Times, qui a décrit Sonenclar comme "une bonne actrice et une chanteuse presque surnaturellement douée". Elle est une soliste dans le CD de cette comédie musicale, produit par Sony Masterworks, et fut nommée Meilleure Jeune Artiste 2011 par broadwayworld.com. Elle confia qu'elle serait heureuse de pouvoir succéder à Sutton Foster dans la comédie musicale Anything Goes. Elle interpréta le rôle principal de Parsley dans la comédie musicale The Big Bank au "New York Musical Theater Festival" de 2011.
Elle est apparue dans deux longs métrages, The Nanny Diaries dans le rôle de "l'enfant de Nanny"
 et dans un rôle mineur dans Sisterhood of the Traveling Pants 2. Elle a été invitée à de multiples reprises à la télévision, notamment dans ABC News, WPIX Morning News et NBC News[citation nécessaire].

### Carrière de chanteuse
Sonenclar a chanté l'hymne national américain pour les New York Knicks au Madison Square Garden, les
Los Angeles Dodgers au Dodger Stadium et à l'US Open de tennis à New York. En juillet 2013, Sonenclar a chanté « Hallelujah » à la cérémonie d’inauguration des 19e Maccabiah Jeux (jeux athlétiques) sur le "Teddy Stadion" en Jérusalem, avec 36.000,- spectateurs.Elle s'est aussi produite pour de nombreuses associations caritatives. Lors d'une représentation, elle fut notamment accompagnée par Bernie Williams, un ancien Yankees de New York, qui est aussi un guitariste et artiste interprète.

#### 2012:The X Factor
En 2012, Sonenclar a auditionné pour la seconde saison de The X Factor USA avec la chanson Feeling Good, entre autres particulièrement connue via son interprétation par Nina Simone. Pour sa prestation, Sonenclar reçut une standing ovation de la part du public et des quatre juges. Après un bref regard vers les spectateurs, Simon Cowell lui attribua "4 833 oui", et avança pour le prochain tour.
En mai 2022, son audition a recueilli plus de 50 millions de vues sur YouTube. Ses autres vidéos, couvrant sa participation à The X Factor USA, dépassent pour certaines les 33 millions de vues.
À la suite de la réussite de son audition, elle participa aux Boot Camp, une phase de la compétition servant principalement d'éliminatoires afin de réduire le nombre de candidats. Le premier jour, Sonenclar interpréta Runaway Baby de Bruno Mars pour sa performance solo. Lors du deuxième jour, Sonenclar chanta Pumped Up Kicks en duo avec Beatrice Miller. Parmi les quelque 120 candidats du premier jour, la moitié furent éliminés, pour finalement n'en retenir que 24 le dernier jour. Sonenclar fut retenue pour intégrer les six participants de la catégorie "Teens" (adolescents), et ainsi invitée à participer à la phase suivante des "Judges' Houses" (maison des juges). Sonenclar y interpréta la chanson Brokenhearted du groupe Karmin, en présence de Britney Spears, mentor du groupe "Teens", ainsi que du juge invité will.i.am.
Le 21 novembre, elle interpréta la chanson "Over the Rainbow", lui permettant de faire partie des 8 derniers candidats à poursuivre l'émission. Lors de cette soirée, elle termina première en recueillant le plus de votes. Le 28 novembre, elle chanta Rolling in the Deep, ce qui lui permit de terminer une seconde fois première des votes. Lors de la finale, elle interpréta de nouveau Feeling Good, suivi de How Do I live (avec LeAnn Rimes) et Hallelujah. Lors de ce 20 décembre 2012, le résultat final fut annoncé, et Sonenclar termina à la seconde place, derrière Tate Stevens.

##### Parcours et résultats dansThe X Factor
Sonenclar a interprété les chansons suivantes lors de The X Factor :
| Show             | Thème                       | Chanson                                         | Artiste original                 | Ordre de passage | Résultat  |
| ---------------- | --------------------------- | ----------------------------------------------- | -------------------------------- | ---------------- | --------- |
| Audition         | Choix libre                 | "Feeling Good"                                  | Nina Simone                      | NC               | Passe     |
| Bootcamp 1       | Solo                        | "Runaway Baby"                                  | Bruno Mars                       | NC               | Passe     |
| Bootcamp 2       | En groupe                   | Non diffusé                                     | Non diffusé                      | NC               | Passe     |
| Bootcamp 3       | En duo                      | "Pumped Up Kicks" (avec Beatrice Miller)        | Foster the People                | NC               | Passe     |
| Maison des juges | Choix libre                 | "Brokenhearted"                                 | Karmin                           | NC               | Passe     |
| Semaine 1        | Made in America             | "Something's Got a Hold on Me" / "Good Feeling" | Etta James / Flo Rida            | 15               | Passe     |
| Semaine 2        | Chansons de films           | "It Will Rain"                                  | Bruno Mars                       | 11               | 2de       |
| Semaine 3        | Les divas                   | "My Heart Will Go On"                           | Celine Dion                      | 9                | 2de       |
| Semaine 4        | Chansons de Thanksgiving    | "Over the Rainbow"                              | Judy Garland                     | 10               | 1re       |
| Semaine 5        | Les tops                    | "Rolling in the Deep"                           | Adele                            | 5                | 1re       |
| Semaine 6        | Acoustique                  | "As Long as You Love Me"                        | Justin Bieber featuring Big Sean | 3                | 2de       |
| Semaine 6        | Chansons du Pepsi Challenge | "If I Were a Boy"                               | Beyoncé                          | 9                | 2de       |
| Demi-finale      | Choix des candidats         | "Your Song"                                     | Elton John                       | 2                | Passe     |
| Demi-finale      | Sans thème                  | "Imagine"                                       | John Lennon                      | 6                | Passe     |
| Finale           | Performance favorite        | "Feeling Good"                                  | Cy Grant                         | 1                | 2de place |
| Finale           | Duo avec une célébrité      | "How Do I Live" (avec LeAnn Rimes)              | LeAnn Rimes                      | 4                | 2de place |
| Finale           | Chansons des vainqueurs     | "Hallelujah"                                    | Leonard Cohen                    | 7                | 2de place |
| Finale           | Chansons de Noël            | "All I Want for Christmas Is You"               | Mariah Carey                     | 3                | 2de place |

#### 2013 à aujourd'hui: premier album
Sonenclar travaille actuellement sur des chansons originales, avec Toby Gad et Autumn Rowe, qui ont collaboré précédemment avec succès avec des artistes tels que Beyonce Knowles, One Direction, Alicia Keys, Natasha Bedingfield, Kelly Clarkson, Demi Lovato, Miley Cyrus, Ashley Tisdale, Selena Gomez, Donna Summer, Leona Lewis, Cher Lloyd et Karmin. En mars 2013, elle confirma lors d'une interview accordée à Radio Disney que le label Syco Music, fondé par Simon Cowell, a pris une option sur un enregistrement, et qu'ils cherchaient actuellement le meilleur label pour elle. En juin 2013, elle interpréta son premier single "Unforgettable" lors de plusieurs concerts. Toutefois, la version studio n'est pas encore parue à ce jour. En août 2013, elle chanta une nouvelle chanson Fighters, coécrite avec Nikola Bedinfield et Shane Stevens, et produite par The Elev3n. Comme elle-même explique, avec l'occasion de son concert avec David Foster chez FIDF (Friends of Israel Défense Forces) en New York, la chanson est dédiée aux soldats israéliens. En feb.2015, elle a été présente sur le podium de "New York Fashion Week", et à partir de l'année 2016, elle est a commencé de travailler de nouveaux songs originels, très spéciaux, avec un nouveau type de ton, qui'l faut s'en établir comme "Carly Rose Sonenclar Sound",